# Episodi di Monsters (prima stagione)
La prima stagione della serie televisiva Monsters è stata trasmessa in anteprima negli Stati Uniti d'America in syndication tra il 22 ottobre 1988 e il 27 maggio 1989.
| nº | Titolo originale        | Titolo italiano | Prima TV USA     | Prima TV Italia |
| -- | ----------------------- | --------------- | ---------------- | --------------- |
| 1  | The Feverman            |                 | 22 ottobre 1988  |                 |
| 2  | Holly's House           |                 | 29 ottobre 1988  |                 |
| 3  | New York Honey          |                 | 5 novembre 1988  |                 |
| 4  | The Vampire Hunter      |                 | 12 novembre 1988 |                 |
| 5  | My Zombie Lover         |                 | 19 novembre 1988 |                 |
| 6  | Where's the Rest of Me? |                 | 26 novembre 1988 |                 |
| 7  | The Legacy              |                 | 3 dicembre 1988  |                 |
| 8  | Sleeping Dragon         |                 | 10 dicembre 1988 |                 |
| 9  | Pool Sharks             |                 | 17 dicembre 1988 |                 |
| 10 | Pillow Talk             |                 | 24 dicembre 1988 |                 |
| 11 | Rouse Him Not           |                 | 31 dicembre 1988 |                 |
| 12 | Fools' Gold             |                 | 21 gennaio 1989  |                 |
| 13 | Glim-Glim               |                 | 4 febbraio 1989  |                 |
| 14 | Parents from Space      |                 | 11 febbraio 1989 |                 |
| 15 | The Mother Instinct     |                 | 18 febbraio 1989 |                 |
| 16 | Their Divided Self      |                 | 25 febbraio 1989 |                 |
| 17 | Taps                    |                 | 4 marzo 1989     |                 |
| 18 | The Match Game          |                 | 15 aprile 1989   |                 |
| 19 | Rain Dance              |                 | 22 aprile 1989   |                 |
| 20 | Cocoon                  |                 | 29 aprile 1989   |                 |
| 21 | All in a Day's Work     |                 | 6 maggio 1989    |                 |
| 22 | Satan in the Suburbs    |                 | 13 maggio 1989   |                 |
| 23 | Mannikins of Horror     |                 | 20 maggio 1989   |                 |
| 24 | La Strega               |                 | 27 maggio 1989   |                 |